# Catedral de San Juan Bautista (Pittsburgh)
La catedral de San Juan Bautista también llamada catedral católica bizantina de San Juan Bautista  (en inglés: St. John the Baptist Cathedral o St. John the Baptist Byzantine Catholic Cathedral) es un templo católico de rito ruteno que funciona como la iglesia madre de la Iglesia bizantina católica de Pittsburgh (archieparquía de Pittsburgh), la rama en Estados Unidos de la Iglesia católica rutena en plena comunión con el papa en Roma. Se encuentra en el 210 Greentree Road en Munhall, Pensilvania, un suburbio de Pittsburgh en el valle del río Monongahela.
A partir de la década de 1880, decenas de miles de rusinos o rutenos de los Cárpatos acudieron en masa a Pittsburgh para trabajar en su industria siderúrgica, especialmente por la gran fábrica de acero de Andrew Carnegie en Homestead, Pennsylvania. En 1894, dos años después de la infame y sangrienta huelga conocida como Homestead Strike, la gran comunidad tutena de Homestead se reunió para discutir la formación de una iglesia. En enero de 1897, la nueva iglesia fue oficialmente fundada y dedicada como la Iglesia católica griega de San Juan Bautista.
La primera iglesia fue dedicada el 27 de diciembre de 1903 bajo el obispo coadjutor Regis Canevin de la diócesis católica de Pittsburgh, que entonces tenía jurisdicción sobre los católicos griegos en su región. En 1978, la parroquia adquirió 73 000 m² de propiedad de Greentree Road en Munhall y construyó la actual catedral, que se completó en 1993 bajo el papado de Juan Pablo II.